# Novo Orahovo
Novo Orahovo (húngaro: Zentagunaras; rusino: Нове Орахово; serbocroata cirílico: Ново Орахово) es un pueblo de Serbia perteneciente al municipio de Bačka Topola del distrito de Bačka del Norte de la provincia autónoma de Voivodina.
En 2011 su población era de 1768 habitantes. Más de cuatro quintas partes de los habitantes son magiares, quienes conviven con una minoría de rusinos.
Tiene su origen en un asentamiento medieval llamado "Likasegyháza", cuya ubicación en este lugar se conoce desde el siglo XIII. El asentamiento medieval quedó despoblado en el siglo XVI tras la invasión otomana y el área quedó abandonada hasta la formación de pequeños caseríos de campo a principios del siglo XVIII, tras la batalla de Zenta. La actual localidad se fundó en el siglo XIX mediante la agrupación de esos caseríos en un solo núcleo.
Se ubica en la periferia oriental de la capital municipal Bačka Topola, en la salida de la villa por la carretera 105 que lleva a Senta.